# حزب المشاركة المجتمعية
المشاركة المجتمعية (بالإسبانية: Participación Comunidad) هو حزب سياسي تقدمي في كولومبيا. في الانتخابات التشريعية التي أجريت في 10 مارس 2002، فاز الحزب، كواحد من العديد من الأحزاب الصغيرة، بالتمثيل البرلماني. في انتخابات عام 2006، لم يفز الحزب بأي مقاعد.